# Culture japonaise

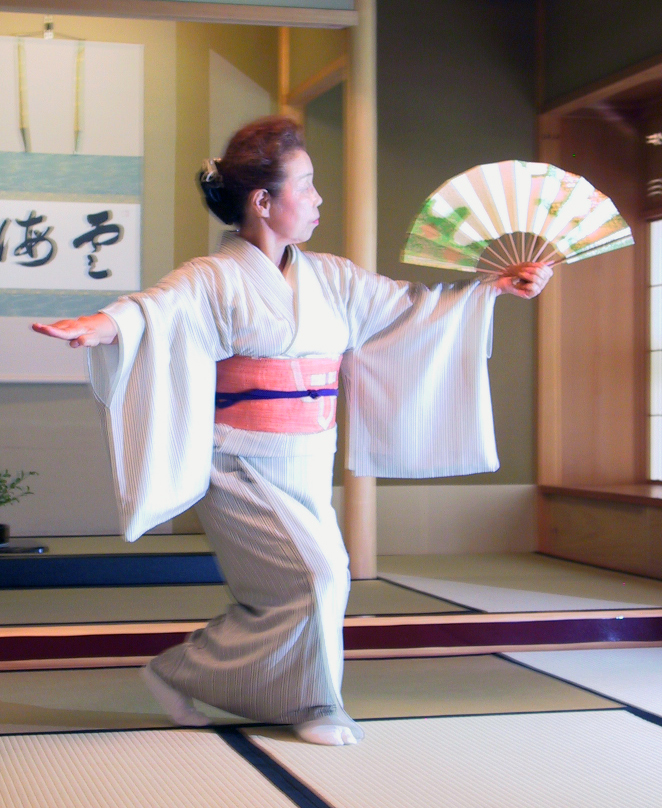
Une danseuse exécutant une danse traditionnelle.

Sceau impérial du Japon à 16 pétales doubles.

La culture japonaise plonge ses racines dans les cultures continentales chinoise et coréenne, avant de connaître une longue période d'isolement relatif (sakoku) sous le shogunat Tokugawa, jusqu’à l'arrivée des « bateaux noirs » et l'ère Meiji (1868-1912). De ces emprunts variés résulte une culture très différenciée des autres cultures asiatiques et dont l'écho résonne encore dans le Japon contemporain.

## Langue(s)
- Langues au Japon
- Japonais

La compréhension de la langue japonaise est primordiale pour comprendre la culture japonaise. La culture traditionnelle et la culture moderne japonaises reposent toutes les deux sur la langue écrite et le langage parlé.
Le japonais est connu pour être très proche du dialecte des îles Ryūkyū, formant alors la famille des langues japoniques. La théorie plus ancienne qui proposait qu'il s'agissait d'un isolat relatif à des langues défuntes est généralement rejetée par les spécialistes. Pourtant, sa classification reste controversée. La théorie la plus répandue est que les langues japoniques ne sont apparentées à aucune famille linguistique ; cependant, d'autres théories controversées l'ont rattaché à des langues éteintes de Mandchourie, de la péninsule coréenne jusqu’à la super-famille des langues ouralo-altaïques (finnois, estonien, coréen), ou des langues austronésiennes du Pacifique Sud.
Même s'il n'est pas apparenté au mandarin, le japonais a emprunté beaucoup de vocabulaire à cette langue. Le système d'écriture japonais lui-même a été développé sous l'influence des moines bouddhistes chinois à partir du IVe siècle.

## Traditions

### Religion(s)

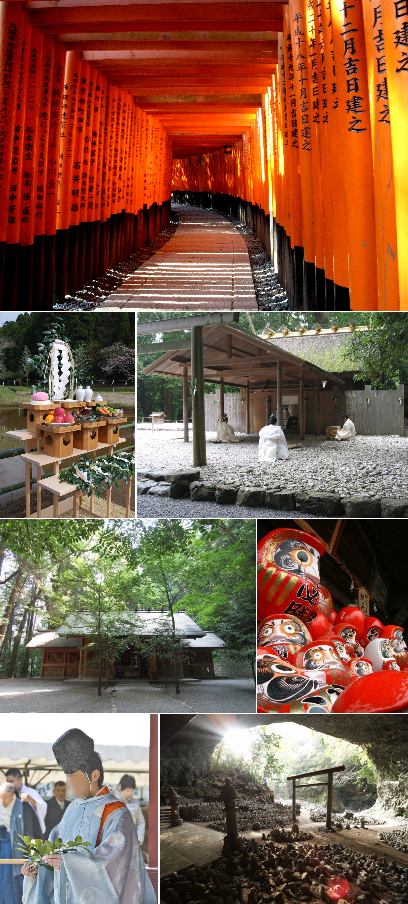
Shintoïsme.

Il existe de nombreuses religions au Japon, mais les deux principales sont le shintoïsme et le bouddhisme. La plupart des Japonais s'identifient aux deux religions, sous la forme d'un syncrétisme ancien appelé Shinbutsu shūgō (神仏習合).
- Religions traditionnelles au Japon[3]
- Religion des îles Ryūkyū
- Religions, mythes et légendes du peuple aïnou
- Shintoïsme, Koshintō
- Bouddhisme au Japon
- Histoire des Juifs au Japon (en)
- Catholicisme au Japon, Église orthodoxe du Japon, Protestantisme au Japon
- Islam au Japon
- Shinshūkyō

### Symboles
- Drapeau du Japon
- Sceau du gouvernement du Japon, Sceau d'État du Japon, Sceau privé du Japon
- Kimi ga yo, hymne national japonais

### Folklore
- Contes et légendes traditionnels du Japon
- Légendes urbaines japonaises

### Mythologie
- Mythologie japonaise
- Yōkai, Liste des yōkai, esprits[4], spectres, monstres
- Rituels
- Liste d'objets de la mythologie japonaise

### Fêtes
- Liste de festivals en Asie
- Fêtes et jours fériés au Japon

## Vie sociale
- Origami, papier plié

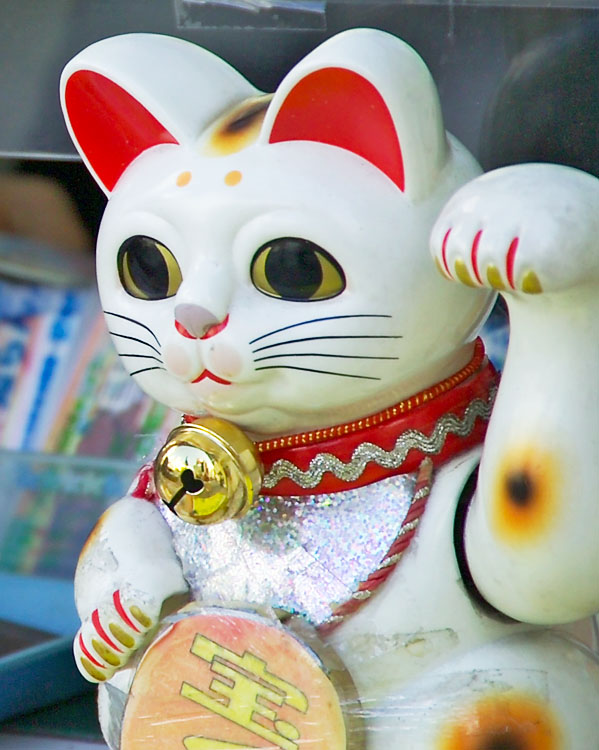
Maneki-neko.

- Sangaku, énigmes mathématiques exposées aux temples
- Manekineko, chat de bienvenue
- Hanami, fête des cerisiers en fleur
- Momijigari, chasse aux feuilles d'automne
- Semaine d'or, semaine annuelle de congés
- Jardinage
  - Jardin japonais[5]
  - Bonsaï, arbre miniature cultivé en pot
  - Ikebana et kusamono, arrangements floraux
- Kōdō, l'art d'apprécier les parfums

### Naissance

#### Noms
- Dénomination d'une personne en japonais, Nom japonais
- Liste des prénoms japonais, Prénom composé japonais

## Arts de la table

### Cuisine(s)

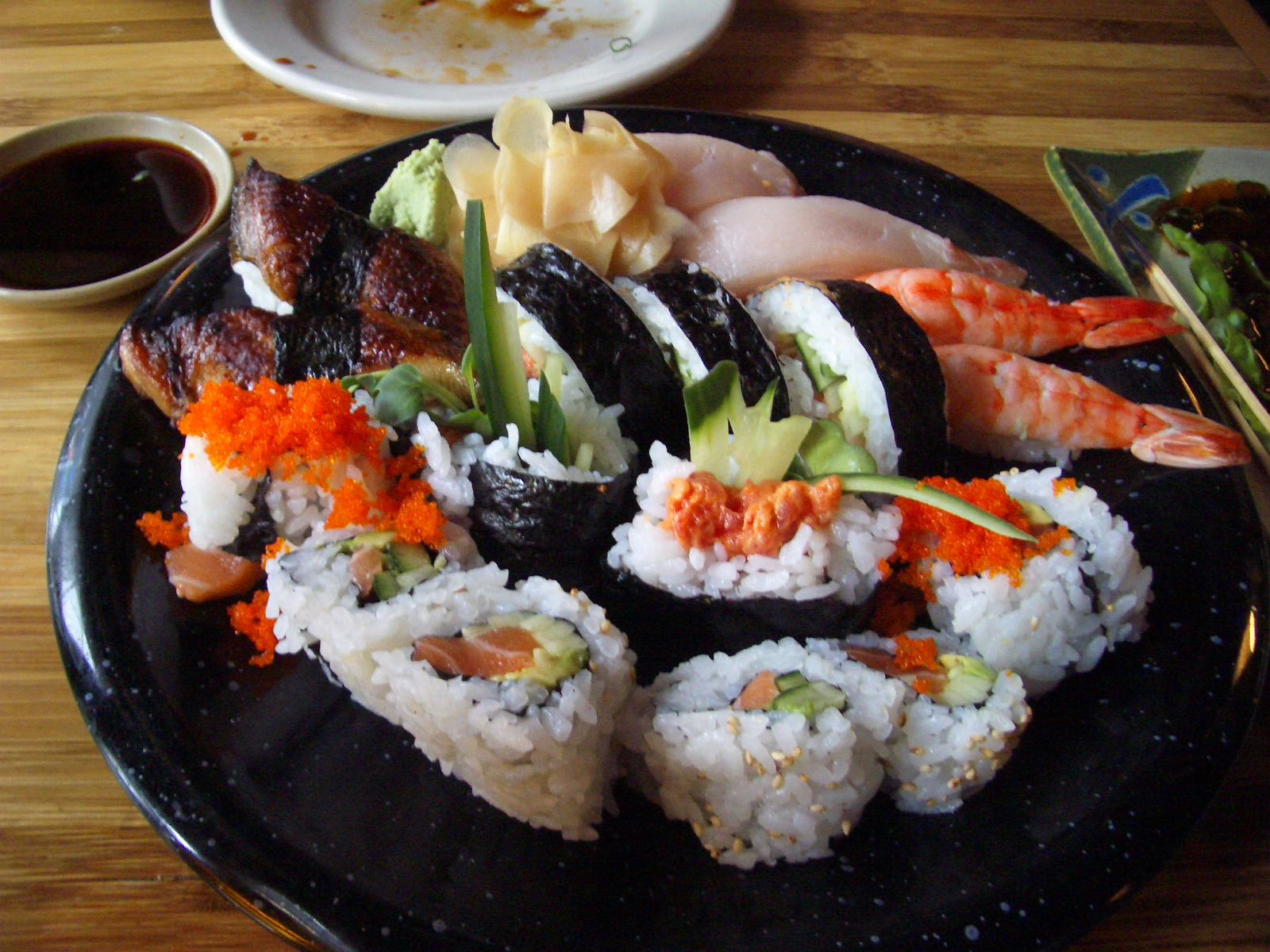
Sushi et maki.

- Cuisine japonaise, Gastronomie japonaise

Au cours d'un long passé culinaire, les Japonais ont développé une cuisine sophistiquée et raffinée très sensible aux changements de saisons. Les Japonais d'aujourd'hui jouissent d'une grande variété de mets traditionnels, comprenant notamment de nombreux plats à base de fruits de mer (sushi et sashimi), de nouilles (udon et soba). 
La cuisine japonaise est le produit de son environnement et de ses habitants. La facilité de se procurer des ingrédients frais a permis les sushis, les températures élevées et l'humidité ont mené aux variétés de nourriture marinée et fermentée comme le natto et la sauce de soja, et une adaptation des cuisines étrangères a conduit au rāmen.

### Activités physiques

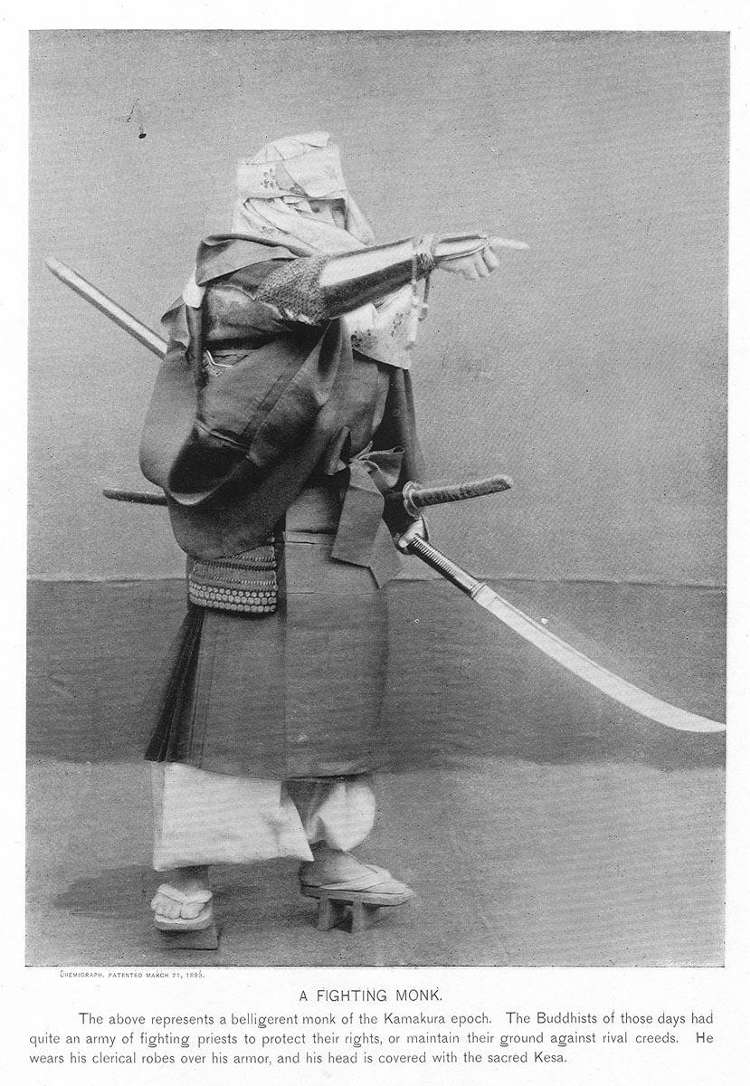
Yamabushi en armure, tenant une naginata et portant un tachi, fin du XIXe siècle.

### Boisson(s)
- Sadō, la cérémonie du thé
- Viticulture au Japon

## Santé
- Protection sociale

### Sports
- Sport japonais
- Japon aux Jeux olympiques
- Japon aux Jeux paralympiques, Jeux paralympiques,
- Jeux du Commonwealth

#### Arts martiaux
- Arts martiaux japonais
- Sabre japonais

## Littérature
- Littérature japonaise[6]
  - Poésie japonaise, dont le haïku
  - Théâtre japonais
  - Kojiki
  - manga

### Œuvres
- Liste d'œuvres littéraires japonaises
- Liste de textes japonais classiques

### Institutions
- Prix littéraires au Japon
- Prix de l'Académie japonaise des arts (1941-)
- Société pour la promotion de la littérature japonaise (1938-)
- Société littéraire du nouveau Japon (1945-2005)
- University of Virginia Japanese Text Initiative

## Média

### Presse
En 2011, quatre des cinq plus grands journaux en tirage dans le monde sont japonais.
- Liste de journaux au Japon

### Télévision
- Super Sentai, genre de séries télévisées

### Internet
- Internet au Japon

## Artisanats
- Artisanat d'art
- Trésor national vivant du Japon, Trésor national (Japon)
- Liste des trésors nationaux vivants du Japon (artisans)

Les savoir-faire liés à l’artisanat traditionnel relèvent (pour partie) du patrimoine culturel immatériel de l'humanité. On parle désormais de trésor humain vivant.
Mais une grande partie des techniques artisanales ont régressé, ou disparu, dès le début de la colonisation, et plus encore avec la globalisation, sans qu'elles aient été suffisamment recensées et documentées.

### Textiles, cuir, papier
- Impression sur bois au Japon

#### Vêtements
- Kimono, dont :
  - Furisode
  - Yukata
  - Yukatabira
- Hakama, pantalon
- Obi, ceinture
- Chaussures :
  - Geta
  - Zōri
  - Waraji
- Tabi, chaussettes

Et aussi :
- Keikogi pour les arts martiaux

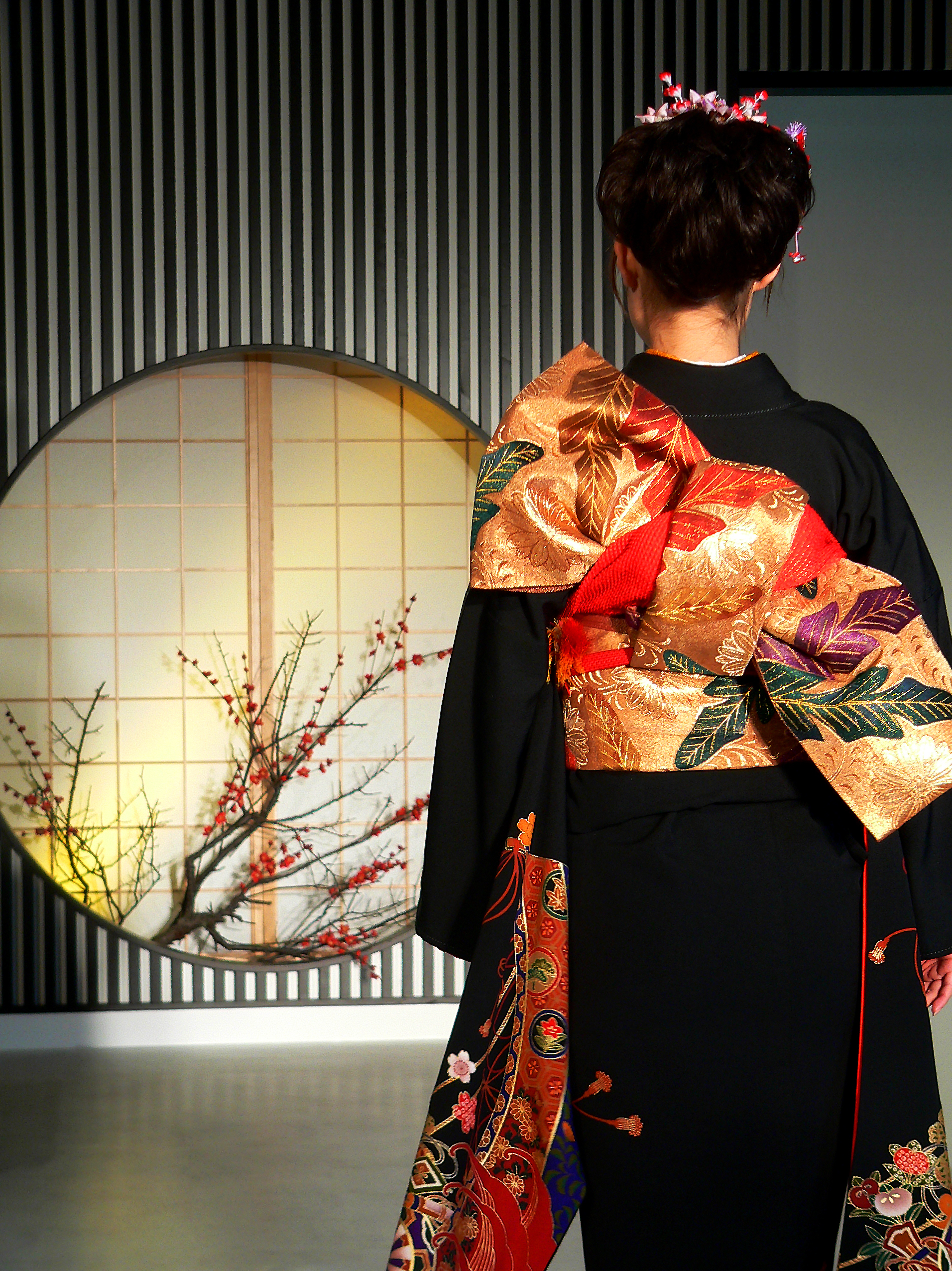
Obi, Kimono

- Gakuran pour les collégiens et lycéens
- Sailor fuku pour collégiennes et lycéennes, fréquemment associé aux loose socks

- Trésors nationaux vivants (TNV)
  - Kunihiko Moriguchi[7], peintre de kimonos,
  - Fukumi et Yōko Shimura[8]

### Poterie, céramique, faïence
- Poterie japonaise
- Céramique japonaise
  - Shimaoka Tatsuzo

## Arts visuels

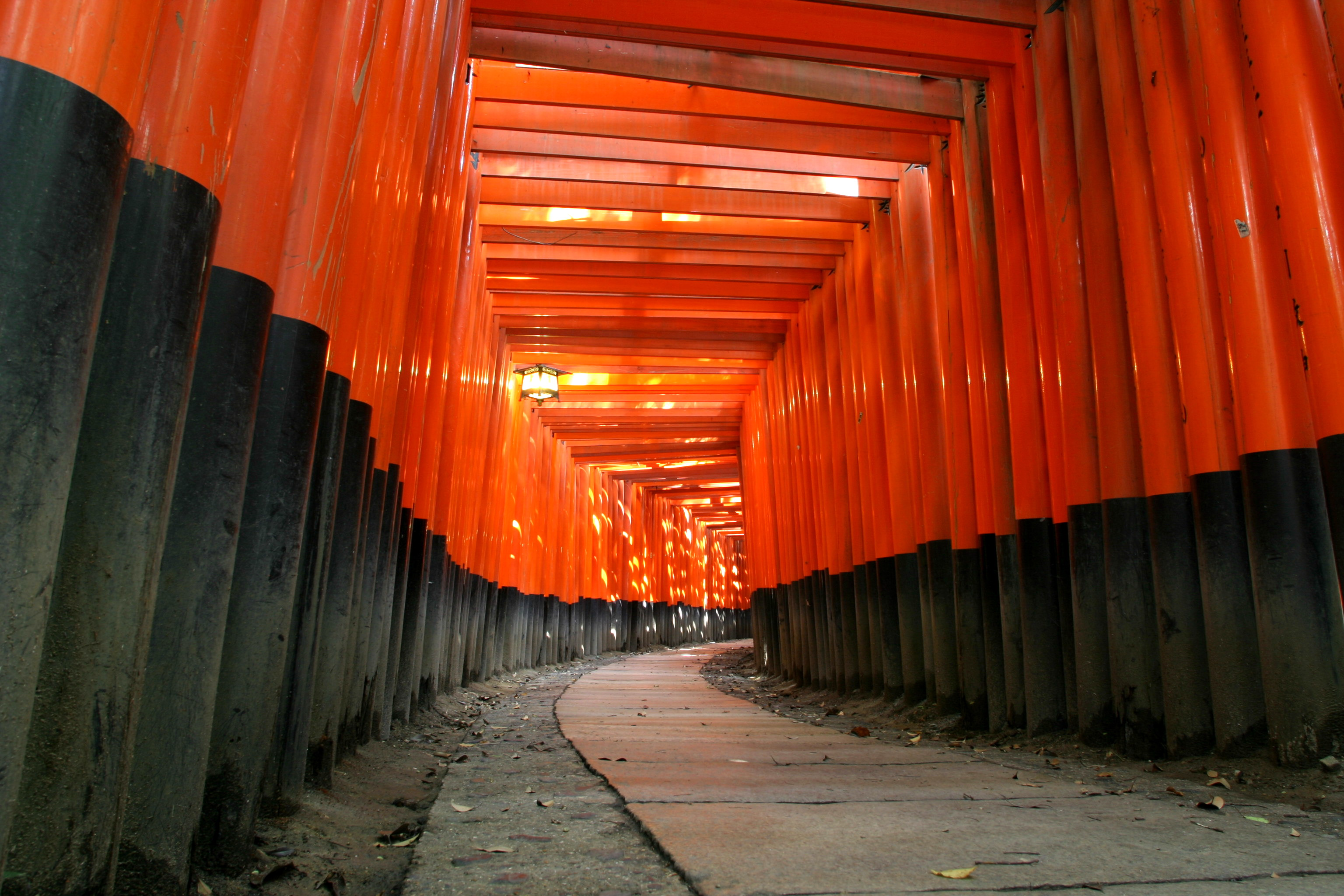
Kyoto, sanctuaire Fushimi Inari.

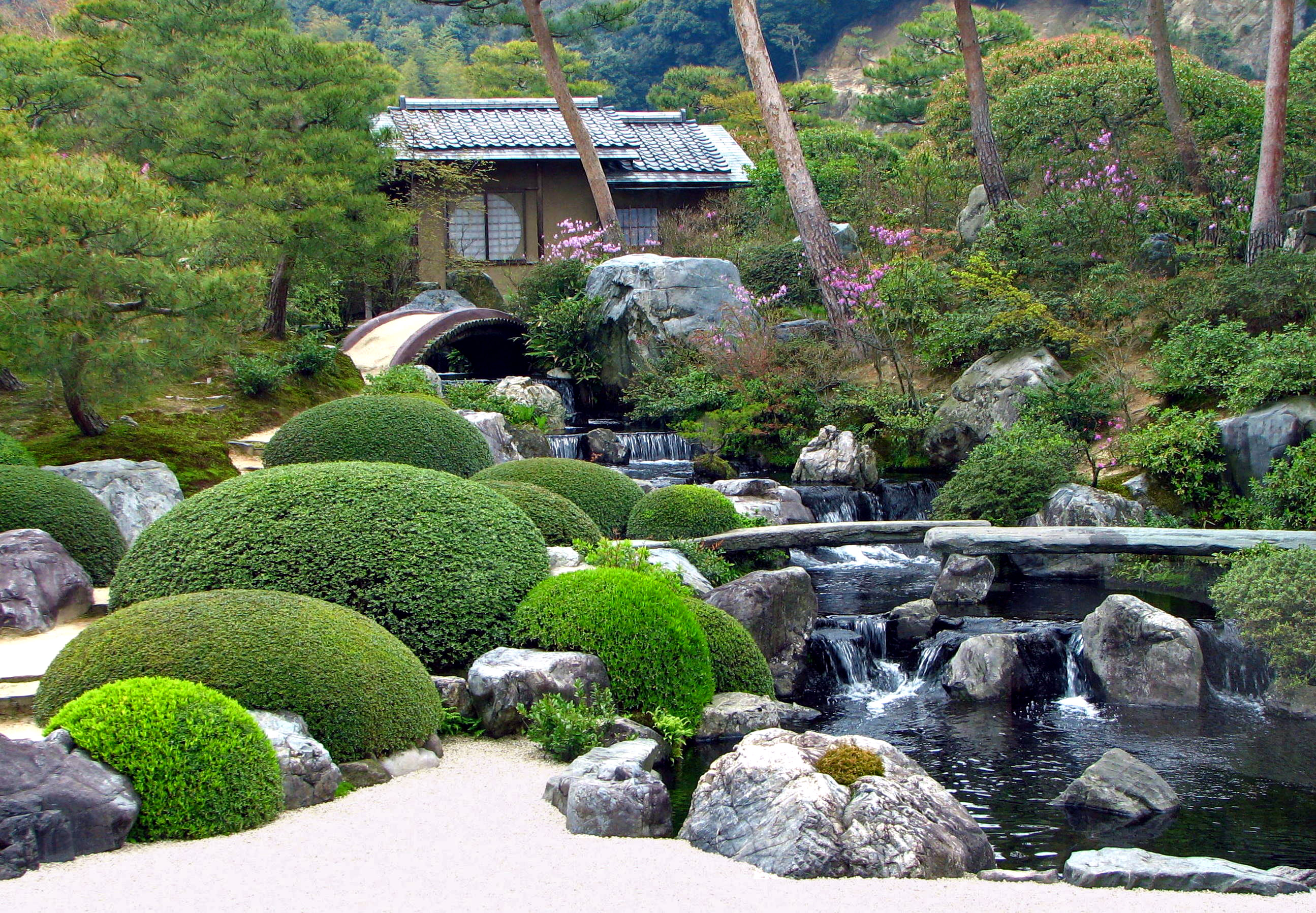
Le jardin japonais du musée Adachi, Yasugi.

- Art japonais
- Art préhistorique au Japon
- Art contemporain japonais
- Esthétique japonaise
- Calligraphie japonaise
- Ikebana

### Dessin
- Manga (bande dessinée)
- Festivals : AnimeJapan, Comiket, Jump Festa, Niigata Comic Market

### Peinture
- Peinture japonaise
  - Ukiyo-e, estampe, Liste des écoles ukiyo-e
  - Yamato-e, sorte de peinture

### Sculpture
- Sculpture japonaise
- Liste des Trésors nationaux du Japon (sculptures)

### Architecture
- Architecture japonaise
- Habitat japonais
- Jardin japonais

### Photographie
- Histoire de la photographie au Japon
- Magazines spécialisés : Aera (magazine), Asahi Camera, Camera (Japanese magazine), Camera Mainichi, Nippon Camera, PhotoCON, Provoke (magazine)

## Arts du spectacle

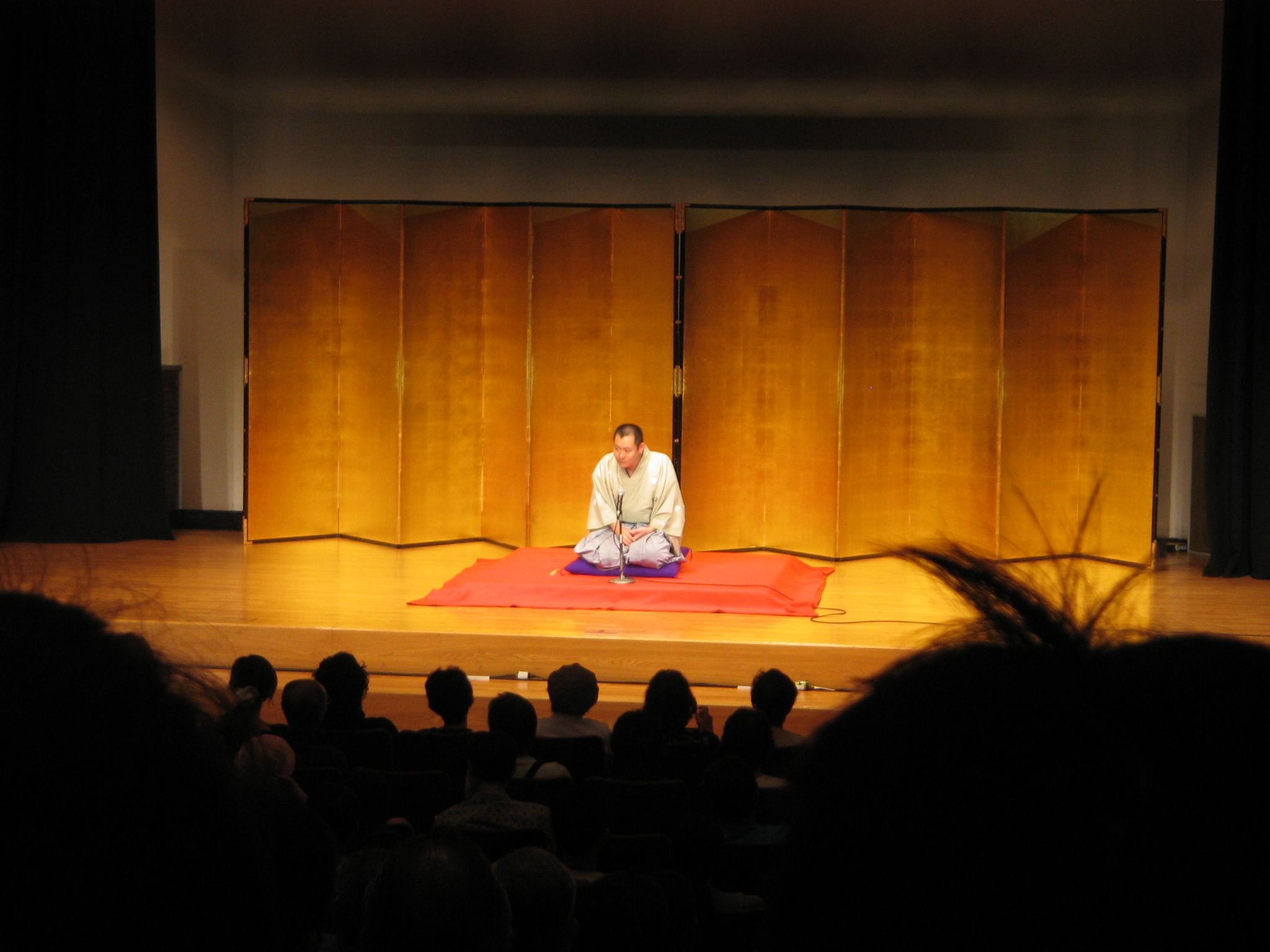
Festival Rakugo, l'histoire d'un samouraï qui a essayé du sanma très savoureux à Meguro.

- Spectacle vivant, Performance, Art sonore
- Liste des trésors nationaux vivants du Japon (arts du spectacle)
- Performing Arts Group (P.A.G.) (en)
- Conteurs japonais : Rakugo, Shikano Buzaemon
- Performance calligraphy (en)

### Musique(s)
- Musique japonaise
- Instruments de musique du Japon
- La Voix chantante du Japon, Akiko Seki

### Danse
- Danse japonaise

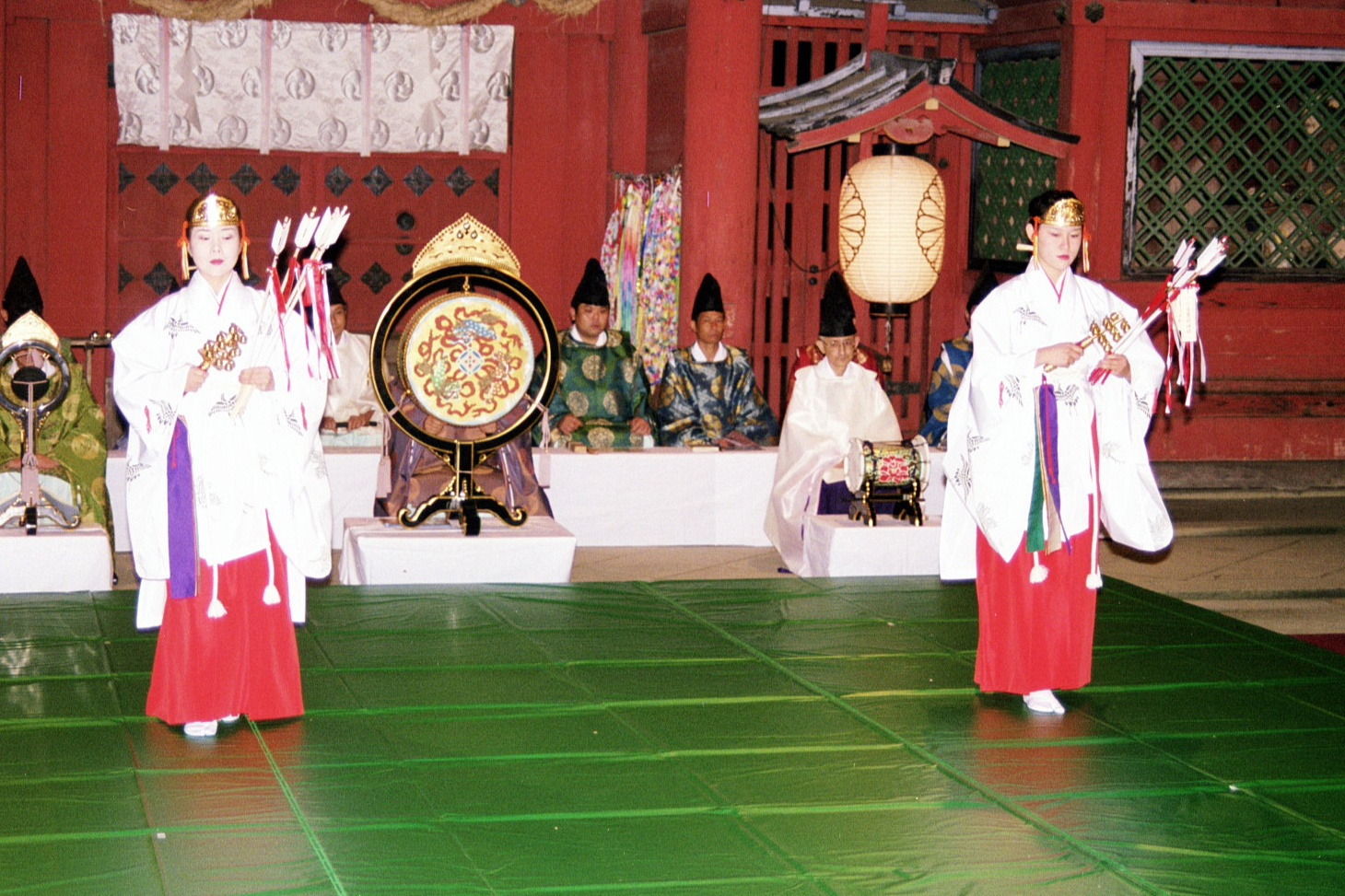
Kagura, et une danse théâtrale.

  - Japanese traditional dance (en)
    - Kagura
    - Awa-Odori, Yosakoi

  - Contemporary dance in Japan (en)
    - Butō, danse contemporaine
- Liste de danses
- Troupes : Elevenplay, K-ballet (en)

#### Festivals
- Awa-odori, festival traditionnel de danse[9]
- Kitakami Michinoku Traditional Dance Festival (en)
- Kōenji Awa-odori[10]
- Sanja matsuri

### Théâtre
- Théâtre japonais

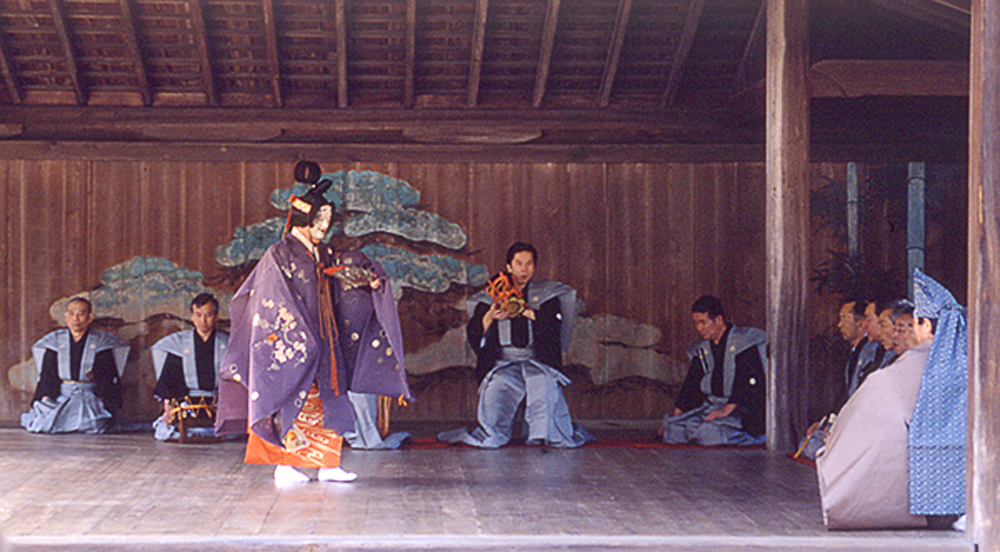
Scène de Nô, genre classique du théâtre japonais.

  - Gagaku, Kabuki, Nōgaku, Nô, Kyōgen
  - Festival Kurokawa nō
  - Masques du théâtre japonais
- Satoshi Miyagi
- Manzai, Owarai, Glossary of owarai terms (en)
- Kamishibai
- Salles de théâtre
  - hors du Japon : Théâtre du Temps (Paris, 1980)
- Liste des trésors nationaux vivants du Japon (arts du spectacle)

### Autres scènes: marionnettes, mime, pantomime, prestidigitation
Les arts mineurs de scène, arts de la rue, arts forains, cirque, théâtre de rue, spectacles de rue, arts pluridisciplinaires, performances manquent encore de documentation pour le pays …
Pour le domaine de la marionnette, la référence est : Arts de la marionnette au Japon, sur le site de l'Union internationale de la marionnette UNIMA).
- Marionnettistes japonais
- Bunraku[11],[12], inscrit sur la Liste du patrimoine culturel immatériel de l'humanité[13]
- Théâtre national de bunraku
- Karakuri ningyō
- Kamizumo

### Cinéma
- Cinéma japonais
- Lexique du cinéma japonais
- Mouvement du cinéma pur (1910-1920)
- Japanese Movie Database

## Tourisme
- Tourisme au Japon

## Patrimoine
- Patrimoine culturel du Japon[14]
- Monuments enregistrés du Japon
- Biens culturels immatériels du Japon[15]
- Liste du patrimoine mondial au Japon
- List of National Treasures of Japan (archaeological materials) (en)
- Liste des trésors nationaux vivants du Japon (artisans)
- Liste des trésors nationaux vivants du Japon (arts du spectacle)
- Liste des Trésors nationaux du Japon (armes blanches)
- Liste des Trésors nationaux du Japon (documents anciens)
- Liste des Trésors nationaux du Japon (écrits : livres chinois)
- Liste des Trésors nationaux du Japon (écrits : livres japonais)
- Liste des Trésors nationaux du Japon (autres écrits)
- Liste des Trésors nationaux du Japon (sculptures)
- Liste des Trésors nationaux du Japon (sanctuaires)
- Liste des Trésors nationaux du Japon (temples)

### Musées et autres institutions
- Liste des musées au Japon

### Liste du Patrimoine mondial
Le programme Patrimoine mondial (UNESCO, 1971) a inscrit dans sa liste du Patrimoine mondial (au 12/01/2016) : Liste du patrimoine mondial au Japon.

### Liste représentative du patrimoine culturel immatériel de l’humanité
Le programme Patrimoine culturel immatériel (UNESCO, 2003) a inscrit dans sa liste représentative du patrimoine culturel immatériel de l’humanité sa liste du patrimoine culturel immatériel de l'humanité au Japon :
- 2008 : Le théâtre de marionnettes Ningyo Johruri Bunraku
- 2008 : Le théâtre Kabuki
- 2008 : Le théâtre Nôgaku
- 2009 : L’Akiu no Taue Odori, danse du riz
- 2009 : Le Chakkirako, cérémonie de Nouvel An à Kanagawa
- 2009 : Le Daimokutate, ancien rite de passage à Nara
- 2009 : Le Dainichido Bugaku, danse et musique rituelles du palais impérial de Hachimantai
- 2009 : La danse traditionnelle Ainu
- 2009 : Le Gagaku, art scénique traditionnel
- 2009 : Le Hitachi Furyumono, parade du festival d'Hitachi, temple de Kamine
- 2009 : Le Kagura d’Hayachine, grand festival du monastère d'Hayachine
- 2009 : Le Koshikijima no Toshidon, fête de divinité en visite
- 2009 : L’Ojiya-chijimi, Echigo-jofu, techniques de fabrication du tissu de ramie dans la région d’Uonuma, de la préfecture de Niigata
- 2009 : L’Oku-noto no Aenokoto, rituel agraire de la péninsule de Noto
- 2009 : Le Sekishu-Banshi, fabrication de papier dans la région d’Iwami de la préfecture de Shimane
- 2009 : Le Yamahoko, la cérémonie des chars du festival de Gion à Kyoto
- 2010 : Le Kumiodori, théâtre traditionnel musical d’Okinawa
- 2010 : Le Yuki-tsumugi, technique de production de soierie
- 2011 : Le Mibu no Hana Taue, rituel du repiquage du riz à Mibu, Hiroshima
- 2011 : Le Sada Shin Noh, danse sacrée au sanctuaire de Sada, Shimane
- 2012 : Le Nachi no Dengaku, art religieux du spectacle pratiqué lors de la « fête du feu de Nachi »
- 2013 : Le Washoku, traditions culinaires des Japonais, en particulier pour fêter le Nouvel An
- 2014 : Le washi, savoir-faire du papier artisanal traditionnel japonais[16]
- 2016 : Yama, Hoko, Yatai, festivals de chars au Japon[17]
- 2018 : Les Raiho-shin, visites rituelles de divinités masquées et costumées[18]

### Registre international Mémoire du monde
Le programme Mémoire du monde (UNESCO, 1992) a inscrit dans son registre international Mémoire du monde (au 15/01/2016) :
- 2011 : Collection de Sakubei Yamamoto, peintures et journaux annotés sur la vie dans les mines de charbon de Chikoku (Tagawa) [19],
- 2013 : Japon et Espagne – Documents relatifs à la mission de l’ère Keichō en Europe[20],
- 2013 : Midokanpakuki : le manuscrit original du journal de Fujiwara no Michinaga[21],
- 2015 : Retour au Port de Maizuru (personnels militaires et civils déportés en URSS en 1945-1956)[22],
- 2015 : Archives du temple Tō-ji contenues dans 100 boïtes[23].

### Filmographie
- Irezumi : l'art japonais du tatouage, film de Singh Chandok, ISPTV, Paris, ADAV, 2006, 56 min (DVD)
- Pensées du Japon : poème d'images mentales, film de Yann Kassile, Centre national du cinéma et de l'image animée, Paris, 2014, 1 h 13 min